# Reiwa Shinsengumi
Reiwa Shinsengumi (jap. れいわ新選組) ist eine politische Partei in Japan. Sie wurde am 1. April 2019 kurz nach der Bekanntgabe der Regierungsdevise „Reiwa“ des neuen Kaisers Naruhito von Tarō Yamamoto gegründet. Die Partei fordert u. a. die Abschaffung der Mehrwertsteuer, einen sofortigen Atomausstieg und eine schrittweise Erhöhung der Körperschaftsteuer. Sie wird als progressiv bis linkspopulistisch eingestuft.

## Geschichte
Tarō Yamamoto, der bisher Oberhaus-Abgeordneter und Ko-Vorsitzender der Liberalen Partei gewesen war, kündigte am 10. April 2019 seinen Parteiaustritt an. Zuvor hatte er eine „politische Gruppierung“ mit der Bezeichnung Reiwa Shinsengumi (れいわ新選組; zusammengesetzt aus der Regierungsdevise Reiwa und der Samurai-Schutztruppe Shinsengumi) gegründet. Es hatte sich abgezeichnet, dass die Liberale Partei mit der konservativeren Demokratischen Volkspartei fusionieren wird, was am 26. April erfolgte.
Zur Sangiin-Wahl 2019 trat die Reiwa Shinsengumi mit neun Kandidaten an, die alle außer Yamamoto keine Politiker waren. Besondere Aufmerksamkeit wurde den schwerbehinderten Kandidaten Yasuhiko Funago (Amyotrophe Lateralsklerose) und Eiko Kimura (Infantile Zerebralparese) gewidmet, die zudem durch den sogenannten tokutei-waku (特定枠, etwa „Spezialrahmen“) an die Spitze der Parteiliste gesetzt wurden. Der kostenintensive Wahlkampf wurde ausschließlich durch Spenden finanziert: Seit ihrer Gründung im April hatte die Partei etwa 400 Millionen ¥ (etwa 3,38 Millionen €; Kurs von August 2019) erhalten. Sie erreichte bei der Wahl schließlich ein Ergebnis von 4,6 % der Verhältniswahlstimmen und erfüllte somit die zur Anerkennung als politische Partei erforderlichen gesetzlichen Bedingungen. Das Ergebnis reichte für die Wahl der beiden Kandidaten im tokutei-waku aus, nicht jedoch für Yamamoto.
Im Hinblick auf die nächste Wahl zum Unterhaus, die zwar regulär 2021 stattfindet, jedoch jederzeit vorgezogen werden könnte, gab Yamamoto im August 2019 bekannt, eine Aufstellung von 100 Kandidaten zu beabsichtigen. Als Voraussetzung für eine Kooperation mit anderen Oppositionsparteien nannte er u. a. die Senkung der Mehrwertsteuer auf 5 % (derzeit 8 %, ab Oktober 2019 10 %).

## Wahlergebnisse

### National
| Jahr               | Unterhauswahlergebnisse | Unterhauswahlergebnisse | Unterhauswahlergebnisse | Unterhauswahlergebnisse | Unterhauswahlergebnisse | Unterhauswahlergebnisse | Oberhauswahlergebnisse | Oberhauswahlergebnisse | Oberhauswahlergebnisse | Oberhauswahlergebnisse | Oberhauswahlergebnisse | Oberhauswahlergebnisse | Oberhauszusammensetzung |
| Jahr               | Kandidaten              | Mehrheitswahl           | Mehrheitswahl           | Verhältniswahl          | Verhältniswahl          | Mandate gesamt          | Kandidaten             | Mehrheitswahl          | Mehrheitswahl          | Verhältniswahl         | Verhältniswahl         | Mandate gesamt         | Oberhauszusammensetzung |
| Jahr               | Kandidaten              | Stimmenanteil           | Mandate                 | Stimmenanteil           | Mandate                 | Mandate gesamt          | Kandidaten             | Stimmenanteil          | Mandate                | Stimmenanteil          | Mandate                | Mandate gesamt         | Oberhauszusammensetzung |
| ------------------ | ----------------------- | ----------------------- | ----------------------- | ----------------------- | ----------------------- | ----------------------- | ---------------------- | ---------------------- | ---------------------- | ---------------------- | ---------------------- | ---------------------- | ----------------------- |
| Bei Parteigründung | Bei Parteigründung      | Bei Parteigründung      | Bei Parteigründung      | Bei Parteigründung      | Bei Parteigründung      | 0/465                   |                        |                        |                        |                        |                        |                        | 1/242                   |
| 2019               |                         |                         |                         |                         |                         |                         | 9                      | 0,4 %                  | 0/74                   | 4,6 %                  | 2/50                   | 2/124                  | 2/245                   |
| 2021               | 21                      | 0,4 %                   | 0/289                   | 3,9 %                   | 3/176                   | 3/465                   |                        |                        |                        |                        |                        |                        |                         |
| 2022               |                         |                         |                         |                         |                         |                         | 14                     | 1,9 %                  | 1/75                   | 4,4 %                  | 2/50                   | 3/125                  | 5/248                   |
| 2024               | 35                      | 0,8 %                   | 0/289                   | 7,0 %                   | 9/176                   | 9/465                   |                        |                        |                        |                        |                        |                        |                         |

## Abgeordnete im Nationalparlament
Stand: November 2024
- Unterhaus
  - Takashi Takai (Verhältniswahl Nord-Kantō, 4. Amtszeit; vorher DP → parteilos → DP → parteilos → Ishin no Tō → DFP → „alte“ KDP → parteilos)
  - Mari Kushibuchi (Verhältniswahl Tokio, 3. Amtszeit; vorher DP → DFP → Kibō → parteilos)
  - Naoto Sakaguchi (Verhältniswahl Tōkai, 3. Amtszeit; vorher DP → „alte“ Ishin no Kai → DFP → Kibo → parteilos → „alte“ KDP → „neue“ KDP)
  - Ryō Tagaya (Verhältniswahl Süd-Kantō, 2. Amtszeit; vorher Kokumin no Seikatsu ga Daiichi → Mirai → Seikatsu → DFP → Kibō → parteilos)
  - Akiko Ōishi (Verhältniswahl Kinki, 2. Amtszeit)
  - Ai Yahata (Verhältniswahl Kinki, 1. Amtszeit)
  - Wakako Sawara (Verhältniswahl Tōhoku, 1. Amtszeit; vorher parteilose Gouverneurskandidatin in Aomori 2019)
  - Hideaki Uemura (Verhältniswahl Tōkai, 1. Amtszeit)
  - Hitoshi Yamakawa (Verhältniswahl Kyūshū, 1. Amtszeit; vorher DP → parteilos)
- Oberhaus
  - Klasse von 2019 (Mandat bis 2025)
    - Yasuhiko Funago (Verhältniswahlkreis, 1. Amtszeit)
    - Eiko Kimura (Verhältniswahlkreis, 1. Amtszeit)

  - Klasse von 2022 (Mandat bis 2028)
    - Kusuo Ōshima (Verhältniswahl, 3. Amtszeit; vorher DP → DFP → („alte“) DVP → parteilos)
    - Tarō Yamamoto (Tokio, 2. Amtszeit [+1 im Unterhaus])
    - Daisuke Tenbata (Verhältniswahl, 1. Amtszeit)